# Elecciones municipales de Guayaquil de 1959
Las Elecciones municipales de Guayaquil de 1959, resultaron en la elección del exalcalde Pedro Menéndez Gilbert del velasquismo, movimiento que se encontraba en su apogeo máximo en popularidad. Su principal contendor fue el exalcalde del CFP Carlos Guevara Moreno.  
El alcalde en funciones, Luis Robles Plaza, buscó la reelección de forma independiente, ya que por su desastroza alcaldía, en la que se enrolaron al cabildo a miles de militantes del CFP causando una crisis financiera en la municipalidad y huelgas, fue separado del partido, obteniendo el peor resultado para un alcalde en busca de la reelección en la historia de la ciudad. 
Fuentes: